# Baguim do Monte
 (juillet 2019).
Si vous disposez d'ouvrages ou d'articles de référence ou si vous connaissez des sites web de qualité traitant du thème abordé ici, merci de compléter l'article en donnant les références utiles à sa vérifiabilité et en les liant à la section « Notes et références ».
Baguim do Monte est une paroisse civile de la municipalité de Gondomar, au Portugal. Il s'est formé le 11 juillet 1985 par désintégration des territoires de la paroisse de Rio Tinto. La population en 2011 était de 14 102, sur une superficie de 5,46 km².